# 金川國際
金川集團國際資源有限公司（港交所：2362）是甘肅省國資委轄下的地方國企金川集團旗下公司，是金川集團開發海外礦產資源的旗艦平臺。2003年在主板上市。
金川國際的前身是澳門投資、烽火傳媒及金澤超分子。2010年8月，金川集團購入澳門投資61.1%的股權。2011年2月，澳門投資易名為金川國際。

## 外部連結
- 金川國際公司網站 （页面存档备份，存于）